# World Baseball Classic 2013

## Teilnehmer und Turniermodus
Das Gesamtteilnehmerfeld wurde von 16 auf 28 Nationen erweitert. Basierend auf ihren Platzierung bei den World Baseball Classic 2009 sind 12 Länder direkt für die Endrunde qualifiziert. Das sind Australien, China, die Dominikanische Republik, Italien, Japan, Kuba, Mexiko, Niederlande, Puerto Rico, Südkorea, USA und Venezuela.
Die 4 Länder Kanada, Panama, Südafrika und Taiwan, die schon beim World Baseball Classic 2009 mitspielten, dort jedoch kein Spiel gewannen, und weitere 12 Nationen bestreiten erstmals eine Qualifikation, den World Baseball Classic Qualifier. Aus Europa sind das Deutschland, Frankreich, Großbritannien, Spanien und Tschechien. Weitere nichteuropäische Teilnehmer der Qualifiers sind Brasilien, Israel, Kolumbien, Neuseeland, Nicaragua, die Philippinen und Thailand. Die 4 Sieger der Qualifikationsturniere komplettieren das 16 Länder umfassende Teilnehmerfeld der Endrunde des WBC 2013 im März.
Für den World Baseball Classic 2013 wurde folgender Spielmodus vereinbart:
- In Runde 1 spielen 16 Teams in vier Gruppen (A bis D) im Round-Robin-System, das heißt Jeder gegen Jeden, keine Serien, nur ein Spiel.
- In Runde 2 spielen die beiden Ersten jeder Gruppe in zwei Gruppen (A-B, C-D) im Double-Elimination-Modus
- Die besten zwei Mannschaften beider Gruppen spielen gegeneinander das Halbfinale (Erster gegen Zweiter) und das Finale aus

| Verband          | qualifiziert durch          | qualifizierte Team(s)                                                        |
| ---------------- | --------------------------- | ---------------------------------------------------------------------------- |
| BCO (Ozeanien)   | World Baseball Classic 2009 | Australien                                                                   |
| BFA (Asien)      | World Baseball Classic 2009 | Volksrepublik China Japan Südkorea                                           |
| BFA (Asien)      | Qualifier 4                 | Chinesisch Taipeh                                                            |
| CEB (Europa)     | World Baseball Classic 2009 | Italien Niederlande                                                          |
| CEB (Europa)     | Qualifier 1                 | Spanien                                                                      |
| COPABE (Amerika) | World Baseball Classic 2009 | Kuba Dominikanische Republik Mexiko Puerto Rico Vereinigte Staaten Venezuela |
| COPABE (Amerika) | Qualifier 2 Qualifier 3     | Kanada Brasilien                                                             |

## Austragungsorte
Der World Baseball Classic 2013 wird in acht Stadien ausgetragen:
| Gruppe A – Fukuoka                 | Gruppe B – Taichung                        | Gruppe C – San Juan   | Gruppe D – Phoenix     |
| ---------------------------------- | ------------------------------------------ | --------------------- | ---------------------- |
| Fukuoka Dome                       | Taichung Intercontinental Baseball Stadium | Hiram Bithorn Stadium | Chase Field            |
| Kapazität: 38.561                  | Kapazität: 19.000                          | Kapazität: 18.000     | Kapazität: 48.633      |
| Fukuoka Dome                       | Taichung Intercontinental Baseball Stadium | Hiram Bithorn Stadium | Chase Field            |
| Gruppe D – Scottsdale              | Gruppe 1 – Tokio                           | Gruppe 2 – Miami      | Finale – San Francisco |
| Salt River Fields                  | Tokyo Dome                                 | Marlins Park          | AT&T Park              |
| Kapazität: 11.000                  | Kapazität: 42.000                          | Kapazität: 36.742     | Kapazität: 41.915      |
| Salt River Fields at Talking Stick | Tokyo Dome                                 | Marlins Park          | AT&T Park              |

## Ergebnisse

### Runde 1
Die erste Runde fand zwischen dem 2. und 10. März 2013 statt. Die vier Gruppen setzten sich folgendermaßen zusammen:
| Gruppe A            | Gruppe B          | Gruppe C                | Gruppe D           |
| ------------------- | ----------------- | ----------------------- | ------------------ |
| Japan               | Südkorea          | Venezuela               | Vereinigte Staaten |
| Volksrepublik China | Niederlande       | Puerto Rico             | Mexiko             |
| Kuba                | Australien        | Dominikanische Republik | Italien            |
| Brasilien           | Chinesisch Taipeh | Spanien                 | Kanada             |

#### Gruppe A
| Pl | Team                | W | L | Tiebreaker |
| -- | ------------------- | - | - | ---------- |
| 1  | Kuba                | 3 | 0 | –          |
| 2  | Japan               | 2 | 1 | –          |
| 3  | Volksrepublik China | 1 | 2 | –          |
| 4  | Brasilien           | 0 | 3 | –          |

| Legende | Legende                                                                |
| ------- | ---------------------------------------------------------------------- |
|         | Für Runde 2 und den World Baseball Classic 2017 qualifiziert           |
|         | Ausgeschieden, jedoch für den World Baseball Classic 2017 qualifiziert |
|         | Ausgeschieden                                                          |

| Datum        | Team 1              | Score | Team 2              | Inning | Zeit | Zuschauer | Boxscore |
| ------------ | ------------------- | ----- | ------------------- | ------ | ---- | --------- | -------- |
| 2. März 2013 | Japan               | 5–3   | Brasilien           |        | 3:20 | 28.181    | Boxscore |
| 3. März 2013 | Kuba                | 5–2   | Brasilien           |        | 3:22 | 4.003     | Boxscore |
| 3. März 2013 | Volksrepublik China | 2–5   | Japan               |        | 2:57 | 13.891    | Boxscore |
| 4. März 2013 | Volksrepublik China | 0–12  | Kuba                | 7      | 2:38 | 3.123     | Boxscore |
| 5. März 2013 | Brasilien           | 2–5   | Volksrepublik China |        | 3:12 | 3.110     | Boxscore |
| 6. März 2013 | Japan               | 3–6   | Kuba                |        | 3:29 | 26,860    | Boxscore |

#### Gruppe B
| Pl | Team              | W | L | Tiebreaker |
| -- | ----------------- | - | - | ---------- |
| 1  | Chinesisch Taipeh | 2 | 1 | 1–1, 10–6  |
| 2  | Niederlande       | 2 | 1 | 1–1, 8–8   |
| 3  | Südkorea          | 2 | 1 | 1–1, 3–7   |
| 4  | Australien        | 0 | 3 | –          |

| Datum        | Team 1            | Score | Team 2            | Inning | Zeit | Zuschauer | Boxscore |
| ------------ | ----------------- | ----- | ----------------- | ------ | ---- | --------- | -------- |
| 2. März 2013 | Australien        | 1–4   | Chinesisch Taipeh |        | 2:53 | 20.035    | Boxscore |
| 2. März 2013 | Südkorea          | 0–5   | Niederlande       |        | 3:24 | 1.085     | Boxscore |
| 3. März 2013 | Niederlande       | 3–8   | Chinesisch Taipeh |        | 3:09 | 20.035    | Boxscore |
| 4. März 2013 | Südkorea          | 6–0   | Australien        |        | 3:31 | 1.481     | Boxscore |
| 5. März 2013 | Australien        | 1–4   | Niederlande       |        | 2:50 | 1.113     | Boxscore |
| 5. März 2013 | Chinesisch Taipeh | 2–3   | Südkorea          |        | 3:27 | 23.431    | Boxscore |

#### Gruppe C
| Pl | Team                    | W | L | Tiebreaker |
| -- | ----------------------- | - | - | ---------- |
| 1  | Dominikanische Republik | 3 | 0 | –          |
| 2  | Puerto Rico             | 2 | 1 | –          |
| 3  | Venezuela               | 1 | 2 | –          |
| 4  | Spanien                 | 0 | 3 | –          |

| Datum         | Team 1                  | Score | Team 2                  | Inning | Zeit | Zuschauer | Boxscore |
| ------------- | ----------------------- | ----- | ----------------------- | ------ | ---- | --------- | -------- |
| 7. März 2013  | Venezuela               | 3–9   | Dominikanische Republik |        | 3:55 | 15.069    | Boxscore |
| 8. März 2013  | Spanien                 | 0–3   | Puerto Rico             |        | 3:05 | 14.974    | Boxscore |
| 9. März 2013  | Dominikanische Republik | 6–3   | Spanien                 |        | 3:47 | 13.412    | Boxscore |
| 9. März 2013  | Puerto Rico             | 6–3   | Venezuela               |        | 3:35 | 18,741    | Boxscore |
| 10. März 2013 | Spanien                 | 6–11  | Venezuela               |        | 3:59 | 13.290    | Boxscore |
| 10. März 2013 | Dominikanische Republik | 4–2   | Puerto Rico             |        | 3:41 | 19.413    | Boxscore |

#### Gruppe D
| Pl | Team               | W | L | Tiebreaker |
| -- | ------------------ | - | - | ---------- |
| 1  | Vereinigte Staaten | 2 | 1 | 1–0        |
| 2  | Italien            | 2 | 1 | 0–1        |
| 3  | Kanada             | 1 | 2 | 1–0        |
| 4  | Mexiko             | 1 | 2 | 0–1        |

| Datum         | Team 1             | Score | Team 2             | Inning | Zeit | Zuschauer | Boxscore |
| ------------- | ------------------ | ----- | ------------------ | ------ | ---- | --------- | -------- |
| 7. März 2013  | Italien            | 6–5   | Mexiko             |        | 3:41 | 4.478     | Boxscore |
| 8. März 2013  | Kanada             | 4–14  | Italien            | 8      | 3:27 | 5.140     | Boxscore |
| 8. März 2013  | Mexiko             | 5–2   | Vereinigte Staaten |        | 3:29 | 44.256    | Boxscore |
| 9. März 2013  | Kanada             | 10–3  | Mexiko             |        | 3:44 | 19.581    | Boxscore |
| 9. März 2013  | Vereinigte Staaten | 6–2   | Italien            |        | 3:21 | 19.303    | Boxscore |
| 10. März 2013 | Vereinigte Staaten | 9–4   | Kanada             |        | 3:18 | 22.425    | Boxscore |

### Runde 2
Die zweite Phase wurde zwischen dem 8. und 16. März 2013 im Doppeleliminations-Modus ausgetragen.

#### Gruppe 1
|  | 1. Runde | 1. Runde          | 1. Runde    |             |             | Halbfinale  | Halbfinale  | Halbfinale     |                |                | Platzierungsspiel | Platzierungsspiel | Platzierungsspiel | Platzierungsspiel |
|  |          |                   |             |             |             |             |             |                |                |                |                   |                   |                   |                   |
|  | 2B       | Niederlande       | 6           |             |             | Siegerrunde | Siegerrunde | Siegerrunde    |                |                |                   |                   |                   |                   |
|  | 1A       | Kuba              | 2           |             |             | Siegerrunde | Siegerrunde | Siegerrunde    |                |                |                   |                   |                   |                   |
|  | 1A       | Kuba              | 2           | G1          | Niederlande | 4           |             |                |                |                |                   |                   |                   |                   |
|  |          |                   |             | G1          | Niederlande | 4           |             |                |                |                |                   |                   |                   |                   |
|  |          | G2                | Japan       | 16          |             |             |             |                |                |                |                   |                   |                   |                   |
|  | 2A       | G2                | Japan       | 16          | Japan       | 4           |             |                |                |                |                   |                   |                   |                   |
|  | 2A       |                   |             |             | Japan       | 4           |             |                |                |                |                   |                   |                   |                   |
|  | 1B       | Chinesisch Taipeh | 3           |             |             |             |             |                |                |                |                   |                   |                   |                   |
|  | 1B       | Chinesisch Taipeh | 3           | G4          | Japan       | 10          | 1G1         |                |                |                |                   |                   |                   |                   |
|  |          |                   |             | G4          | Japan       | 10          | 1G1         |                |                |                |                   |                   |                   |                   |
|  |          | G5                | Niederlande | 6           | 2G1         |             |             |                |                |                |                   |                   |                   |                   |
|  | V1       | G5                | Niederlande | 6           | 2G1         | Kuba        | 14          | Verliererrunde | Verliererrunde | Verliererrunde |                   |                   |                   |                   |
|  | V1       |                   |             |             |             | Kuba        | 14          | Verliererrunde | Verliererrunde | Verliererrunde |                   |                   |                   |                   |
|  | V2       | Chinesisch Taipeh | 0           |             |             |             |             | Verliererrunde | Verliererrunde | Verliererrunde |                   |                   |                   |                   |
|  | V2       | Chinesisch Taipeh | 0           | G3          | Kuba        | 6           |             |                |                |                |                   |                   |                   |                   |
|  |          |                   |             | G3          | Kuba        | 6           |             |                |                |                |                   |                   |                   |                   |
|  |          |                   | V4          | Niederlande | 7           |             |             |                |                |                |                   |                   |                   |                   |

| Datum         | Team 1      | Score | Team 2            | Inning | Zeit | Zuschauer | Boxscore |
| ------------- | ----------- | ----- | ----------------- | ------ | ---- | --------- | -------- |
| 8. März 2013  | Niederlande | 6–2   | Kuba              |        | 3:38 | 38.588    | Boxscore |
| 8. März 2013  | Japan       | 4–3   | Chinesisch Taipeh | 10     | 4:37 | 43.527    | Boxscore |
| 9. März 2013  | Kuba        | 14–0  | Chinesisch Taipeh | 7      | 2:43 | 12.884    | Boxscore |
| 10. März 2013 | Niederlande | 4–16  | Japan             | 7      | 2:53 | 37.745    | Boxscore |
| 11. März 2013 | Kuba        | 6–7   | Niederlande       |        | 3:52 | 7.613     | Boxscore |
| 12. März 2013 | Niederlande | 6–10  | Japan             |        | 3:30 | 30.301    | Boxscore |

#### Gruppe 2
|  | 1. Runde | 1. Runde                | 1. Runde           |                    |                         | Halbfinale  | Halbfinale  | Halbfinale     |                |                | Platzierungsspiel | Platzierungsspiel | Platzierungsspiel | Platzierungsspiel |
|  |          |                         |                    |                    |                         |             |             |                |                |                |                   |                   |                   |                   |
|  | 2D       | Italien                 | 4                  |                    |                         | Siegerrunde | Siegerrunde | Siegerrunde    |                |                |                   |                   |                   |                   |
|  | 1C       | Dominikanische Republik | 5                  |                    |                         | Siegerrunde | Siegerrunde | Siegerrunde    |                |                |                   |                   |                   |                   |
|  | 1C       | Dominikanische Republik | 5                  | G1                 | Dominikanische Republik | 3           |             |                |                |                |                   |                   |                   |                   |
|  |          |                         |                    | G1                 | Dominikanische Republik | 3           |             |                |                |                |                   |                   |                   |                   |
|  |          | G2                      | Vereinigte Staaten | 1                  |                         |             |             |                |                |                |                   |                   |                   |                   |
|  | 2C       | G2                      | Vereinigte Staaten | 1                  | Puerto Rico             | 1           |             |                |                |                |                   |                   |                   |                   |
|  | 2C       |                         |                    |                    | Puerto Rico             | 1           |             |                |                |                |                   |                   |                   |                   |
|  | 1D       | Vereinigte Staaten      | 7                  |                    |                         |             |             |                |                |                |                   |                   |                   |                   |
|  | 1D       | Vereinigte Staaten      | 7                  | G4                 | Dominikanische Republik | 2           | 1G2         |                |                |                |                   |                   |                   |                   |
|  |          |                         |                    | G4                 | Dominikanische Republik | 2           | 1G2         |                |                |                |                   |                   |                   |                   |
|  |          | G5                      | Puerto Rico        | 0                  | 2G2                     |             |             |                |                |                |                   |                   |                   |                   |
|  | V1       | G5                      | Puerto Rico        | 0                  | 2G2                     | Italien     | 3           | Verliererrunde | Verliererrunde | Verliererrunde |                   |                   |                   |                   |
|  | V1       |                         |                    |                    |                         | Italien     | 3           | Verliererrunde | Verliererrunde | Verliererrunde |                   |                   |                   |                   |
|  | V2       | Puerto Rico             | 4                  |                    |                         |             |             | Verliererrunde | Verliererrunde | Verliererrunde |                   |                   |                   |                   |
|  | V2       | Puerto Rico             | 4                  | G3                 | Puerto Rico             | 4           |             |                |                |                |                   |                   |                   |                   |
|  |          |                         |                    | G3                 | Puerto Rico             | 4           |             |                |                |                |                   |                   |                   |                   |
|  |          |                         | V4                 | Vereinigte Staaten | 3                       |             |             |                |                |                |                   |                   |                   |                   |

| Datum         | Team 1                  | Score | Team 2                  | Inning | Zeit | Zuschauer | Boxscore |
| ------------- | ----------------------- | ----- | ----------------------- | ------ | ---- | --------- | -------- |
| 12. März 2013 | Italien                 | 4–5   | Dominikanische Republik |        | 3:17 | 14.482    | Boxscore |
| 12. März 2013 | Puerto Rico             | 1–7   | Vereinigte Staaten      |        | 3:22 | 32.872    | Boxscore |
| 13. März 2013 | Italien                 | 3–4   | Puerto Rico             |        | 3:46 | 25.787    | Boxscore |
| 14. März 2013 | Dominikanische Republik | 3–1   | Vereinigte Staaten      |        | 3:17 | 34.366    | Boxscore |
| 15. März 2013 | Puerto Rico             | 4–3   | Vereinigte Staaten      |        | 3:24 | 19.762    | Boxscore |
| 16. März 2013 | Puerto Rico             | 0–2   | Dominikanische Republik |        | 2:58 | 25.846    | Boxscore |

### Finalrunde
Die Finalrunde wurde im AT&T Park in San Francisco vom 17. bis 19. März 2013 ausgespielt.
|  | Halbfinale | Halbfinale              | Halbfinale              |   |             | Finale      | Finale | Finale |
|  |            |                         |                         |   |             |             |        |        |
|  | 2G2        | Puerto Rico             | 3                       |   |             |             |        |        |
|  | 1G1        | Japan                   | 1                       |   |             |             |        |        |
|  | 1G1        | Japan                   | 1                       |   | HF1         | Puerto Rico | 0      |        |
|  |            |                         |                         |   | HF1         | Puerto Rico | 0      |        |
|  |            | HF2                     | Dominikanische Republik | 3 |             |             |        |        |
|  | 2G1        | HF2                     | Dominikanische Republik | 3 | Niederlande | 1           |        |        |
|  | 2G1        |                         |                         |   |             | 1           |        |        |
|  | 1G2        | Dominikanische Republik | 4                       |   |             |             |        |        |

#### Halbfinale
| Datum         | Team 1      | Score | Team 2                  | Inning | Zeit | Zuschauer | Boxscore |
| ------------- | ----------- | ----- | ----------------------- | ------ | ---- | --------- | -------- |
| 17. März 2013 | Puerto Rico | 3–1   | Japan                   |        | 3:27 | 33.683    | Boxscore |
| 18. März 2013 | Niederlande | 1–4   | Dominikanische Republik |        | 3:09 | 27.527    | Boxscore |

#### Finale
| Datum         | Team 1      | Score | Team 2                  | Inning | Zeit | Zuschauer | Boxscore |
| ------------- | ----------- | ----- | ----------------------- | ------ | ---- | --------- | -------- |
| 19. März 2013 | Puerto Rico | 0–3   | Dominikanische Republik |        | 3:06 | 35.703    | Boxscore |

## Endergebnis
| Pl         | Team                    | W | L | Tiebreaker |
| ---------- | ----------------------- | - | - | ---------- |
| 1          | Dominikanische Republik | 8 | 0 | –          |
| Finalist   |                         |   |   |            |
| 2          | Puerto Rico             | 5 | 4 | –          |
| Halbfinale |                         |   |   |            |
| 3          | Japan                   | 5 | 2 | –          |
| 4          | Niederlande             | 4 | 4 | –          |
| 2. Runde   |                         |   |   |            |
| 5          | Kuba                    | 4 | 2 | –          |
| 6          | Vereinigte Staaten      | 3 | 3 | –          |
| 7          | Italien                 | 2 | 3 | 0.103 TQB  |
| 8          | Chinesisch Taipeh       | 2 | 3 | −0.190 TQB |
| 1. Runde   |                         |   |   |            |
| 9          | Südkorea                | 2 | 1 | –          |
| 10         | Venezuela               | 1 | 2 | −0.154 TQB |
| 11         | Mexiko                  | 1 | 2 | −0.185 TQB |
| 12         | Kanada                  | 1 | 2 | −0.308 TQB |
| 13         | Volksrepublik China     | 1 | 2 | −0.534 TQB |
| 14         | Brasilien               | 0 | 3 | −0.318 TQB |
| 15         | Spanien                 | 0 | 3 | −0.467 TQB |
| 16         | Australien              | 0 | 3 | −0.486 TQB |

Erklärung

TQB = Team’s Quality Balance im direkten Vergleich (TQB = (Runs scored/Innings gespielt) – (Runs earned/Innings gespielt))